# Vĩnh Yên, Phú Thọ
Vĩnh Yên là một phường thuộc tỉnh Phú Thọ, Việt Nam. Đây là một trong 148 đơn vị hành chính cấp xã mới ở tỉnh Phú Thọ sau đợt sắp xếp đơn vị hành chính vào năm 2025.
Ngày 12 tháng 6 năm 2025, Quốc hội ban hành Nghị quyết số 1676/NQ-UBTVQH15 về việc sắp xếp đơn vị hành chính cấp xã của tỉnh Phú Thọ mới (nghị quyết có hiệu lực từ ngày 12 tháng 6 năm 2025). Theo đó, thành phố Vĩnh Yên giải thể và tách thành 2 phường mới, phường Vĩnh Yên và phường Vĩnh Phúc.

## Địa lý
Phường Vĩnh Yên nằm ở phía đông tỉnh Phú Thọ, cách phường Việt Trì 25 km về phía đông, cách thành phố Hà Nội 55 km về phía tây bắc và cách sân bay Quốc tế Nội Bài 25 km. Phường có vị trí địa lý:
- Phía bắc giáp phường Vĩnh Phúc.
- Phía tây giáp xã Hội Thịnh.
- Phía đông giáp xã Bình Nguyên và xã Xuân Lãng.
- Phía nam giáp xã Tề Lỗ và xã Yên Lạc.

Phường Vĩnh Yên có diện tích 25,00 km² và 56.428 nhân khẩu (năm 2025), mật độ dân số là 2.257 người/km². Phường Vĩnh Yên nằm ở phía tây nam đầm Vạc, có dòng sông Phan và sông Bến Tre chảy qua.

## Hành chính
Trụ sở Đảng ủy - UBND - HĐND phường Vĩnh Yên nằm ở trụ sở UBND TP. Vĩnh Yên cũ tại 9 Lê Lợi, P. Vĩnh Yên, T. Phú Thọ.
Trụ sở cơ quan UBMTTQ Việt Nam phường Vĩnh Yên nằm ở trụ sở UBND phường Đồng Tâm cũ tại 68 Trần Đại Nghĩa, P. Vĩnh Yên, T. Phú Thọ.
Trung tâm Phục vụ Hành chính công phường Vĩnh Yên nằm tại 5 Lê Lợi, P. Vĩnh Yên, T. Phú Thọ.
Trụ sở Công an phường Vĩnh Yên nằm ở trụ sở UBND phường Hội Hợp cũ tại đường Trương Định, P. Vĩnh Yên, T. Phú Thọ.
Trụ sở Ban Chỉ huy Quân sự phường Vĩnh Yên nằm ở trụ sở UBND xã Thanh Trù cũ tại đường Nguyễn Lương Bằng, P. Vĩnh Yên, T. Phú Thọ. 
Trụ sở Trung tâm Văn hóa - Thể thao phường Vĩnh Yên nằm tại 2 Lê Lợi, P. Vĩnh Yên, T. Phú Thọ.
Phường Vĩnh Yên sau sáp nhập bao gồm 47 tổ dân phố và thôn.

## Lịch sử
Ngày 12 tháng 6 năm 2025, Quốc hội ban hành Nghị quyết số 1676/NQ-UBTVQH15 về việc sắp xếp đơn vị hành chính cấp xã của tỉnh Phú Thọ mới (nghị quyết có hiệu lực từ ngày 12 tháng 6 năm 2025). Theo đó, thành phố Vĩnh Yên giải thể và tách thành 2 phường mới, trong đó có phường Vĩnh Yên được sáp nhập từ các phường Tích Sơn, Đồng Tâm, Hội Hợp và xã Thanh Trù.
Phường Vĩnh Yên được đặt tên theo thành phố Vĩnh Yên cũ. Tên Vĩnh Yên có nguồn gốc từ thời Pháp thuộc khi tỉnh Vĩnh Yên được thành lập ngày 29 tháng 12 năm 1899, là tên ghép của phủ Vĩnh Tường và huyện Yên Lạc của tỉnh.

## Xã hội

### Giáo dục
Phường Vĩnh Yên hiện tại có các cơ sở giáo dục sau:
- Đại học Công nghệ Giao thông Vận tải.
- Cao đẳng Kỹ thuật - Công nghệ Vĩnh Phúc.
- THPT Vĩnh Yên.
- THPT Kim Ngọc.
- THPT Đào Duy Từ.

### Y tế
Trong những năm qua, hệ thống cơ sở hạ tầng y tế trên địa bàn đô thị luôn nhận được sự quan tâm của các cấp, ngành trong tỉnh để cải tạo, nâng cấp trang thiết bị và đầu tư xây dựng mới. Do vậy, đến nay hầu hết các cơ sở y tế có chất lượng kiên cố và đều trong tình trạng hoạt động tốt, đảm bảo đáp ứng cho nhu cầu khám chữa bệnh của nhân dân. Các cơ sở y tế trên địa bàn phường hiện nay bao gồm:
- Bệnh viện Quân y 109.
- Bệnh viện Sản - Nhi.
- Bệnh viện Điều dưỡng - Phục hồi chức năng.

## Văn hóa - Du lịch

### Đặc sản
Tép dầu đầm Vạc là nơi sản sinh ra loại tép được tán tụng. Tép dầu đầm Vạc có chiều dài của từ 5-7cm, chiều ngang chừng 1cm. Mùa thu hoạch tép dầu từ tháng 8 – 10, khi đó, bụng tép dầu chứa đầy trứng. Tép dầu đầm Vạc xương ít và mềm, rán ăn giòn tan, béo ngậy, kho tương vừa ngọt vừa bùi.
Cỗ chín lợn, mười trâu
Cũng không bằng tép dầu Đầm Vạc.

### Di tích
Trên địa bàn phường hiện có 2 công trình di tích được công nhận cấp Quốc gia: Đình Đông Đạo và Chùa Tích Sơn (Ngũ Phúc Tự). Ngoài ra phường cũng có 21 di tích cấp tỉnh và 36 di tích chưa xếp hạng. Một số danh thắng, di tích và khu du lịch nổi tiếng khác bao gồm: Đền Bà, Chùa Cói, khu Resort Sông Hồng Thủ Đô, Westlake Hotel & Resort Vĩnh Phúc.